# Chrysotus amurensis
Chrysotus amurensis är en tvåvingeart som beskrevs av Negrobov 1980. Chrysotus amurensis ingår i släktet Chrysotus och familjen styltflugor. Inga underarter finns listade i Catalogue of Life.